# Lufttaxi

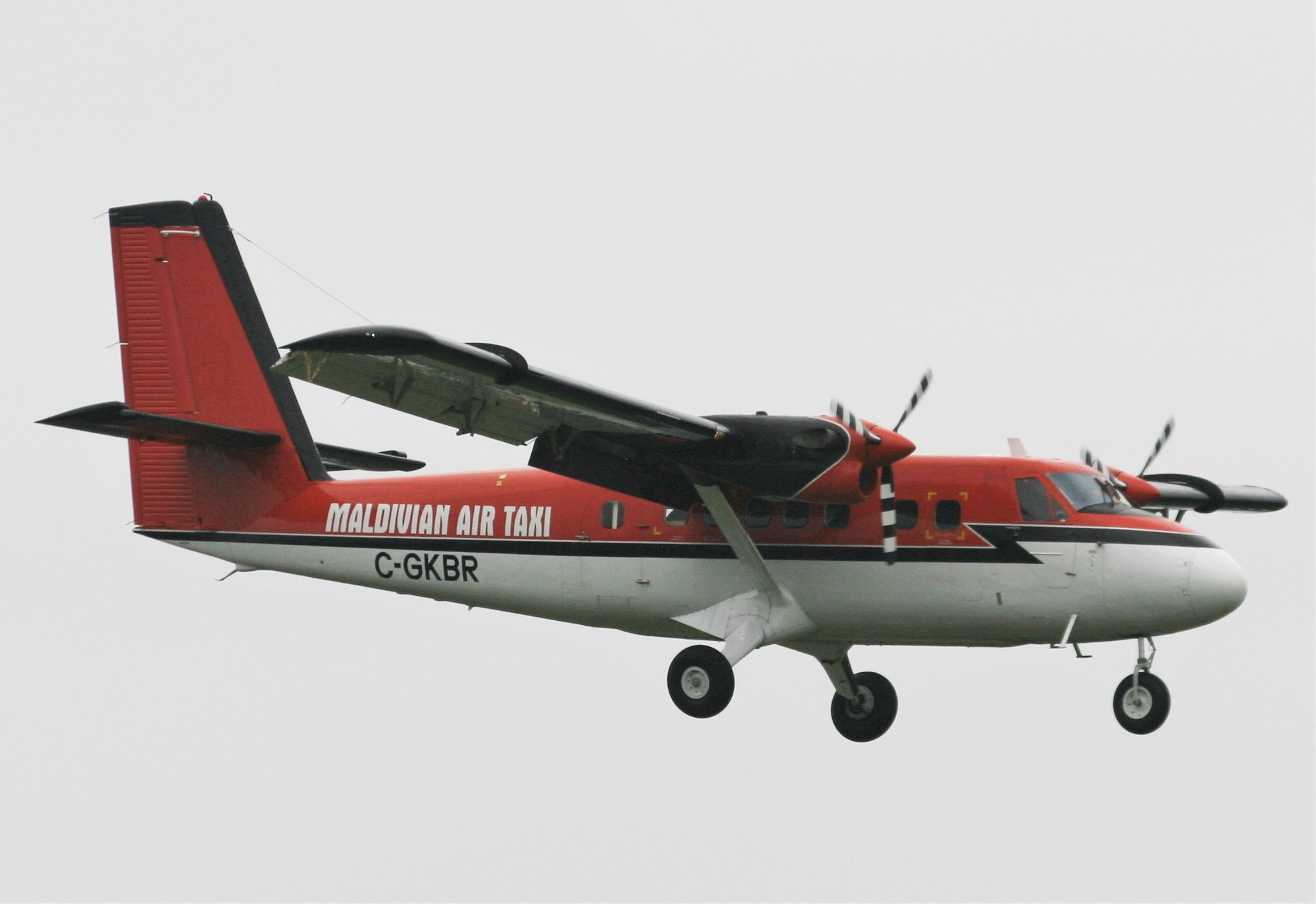
Lufttaxi auf den Malediven

Als Lufttaxi (englisch air taxi) oder Flugtaxi bezeichnet man Kleinflugzeuge, Hubschrauber und andere, kleinere Fluggeräte, die von Fluggesellschaften zum kommerziellen Personen- oder Frachtflugbetrieb im Charterflugverkehr meist auf kurzen Strecken und mit nur wenigen Passagieren eingesetzt werden. Klassische Flugtaxis verbinden oftmals, insbesondere in Gebieten, deren Verkehrsinfrastruktur noch nicht ausreichend ausgebaut ist, oder in Inselstaaten entlegene Ortschaften miteinander und verkürzen so erheblich die Reisezeit.
Innerhalb der Europäischen Union sind Lufttaxi-Flüge definiert als „im Hinblick auf Flug- und Dienstzeitbeschränkungen Nichtlinienflüge im gewerblichen Luftverkehr, die auf Nachfrage mit einem Flugzeug mit einer höchstzulässigen betrieblichen Fluggastsitzanzahl (Maximum Operational Passenger Seating Configuration, MOPSC) von 19 Sitzen oder weniger durchgeführt werden“.

## Lufttaxiunternehmen (Auswahl)
- DIX Aviation (1991 bis 2008)
- Maldivian Air Taxi (1993 bis 2013)
- Lufttaxi Fluggesellschaft (1996 bis 2005)

## Neue Konzepte
Mehrere Unternehmen arbeiten zurzeit an Weiterentwicklungen von Flugtaxis, die senkrecht starten und landen (VTOL) können, elektrisch angetrieben werden und autonom fliegen sollen. Sie könnten so als Zubringer zum Flughafen, Ersatz für Kurzstreckenflugzeuge oder Flight-Sharing-Anbieter für kürzere Distanzen dienen. Ein Ersatz zum klassischen Autotaxi oder ÖPNV, wie er etwa in großen Millionenstädten und Megalopolen vorstellbar wäre (und von Firmen wie Uber geplant ist), stellen sie hingegen derzeit nicht dar. 
Mit dem Start-up-Unternehmen Kitty Hawk (Tochterfirma: Zephyr Airworks, Kooperation mit der Fluggesellschaft Air New Zealand) will Google-Mitbegründer Larry Page in Neuseeland einen Flugdienst mit Lufttaxis starten. Das Cora genannte Flugzeug mit dreizehn Elektromotoren soll autonom fliegen, zwei Passagiere befördern sowie bei einer Höchstgeschwindigkeit von 177 km/h eine Reichweite von bis zu 100 Kilometern haben. Ähnliche Konzepte verfolgte auch die deutsche Firma Lilium, die bis 2025  zur Serienreife kommen wollte, aber im Oktober 2024 Insolvenz anmeldete. Vahana von Airbus A³ aus Kalifornien, Volocopter und das Airbus-Konzept CityAirbus aus Deutschland sowie EHang aus China setzen ebenfalls auf autonome Flugtaxis.
Das unter Federführung des DLR entwickelte viersitzige Flächenflugzeug Hy4 wird mit Wasserstoff-Brennstoffzellen betrieben und kann dadurch die Flugdauer im Vergleich zu einer reinen Batterieversorgung stark erhöhen, es erreicht eine Reichweite von bis zu 1500 km.